# Корпус инженеров путей сообщения
Ко́рпус инженеров путей сообщения — специальное формирование Вооружённых сил Российской империи.

## История
Вскоре после назначения в апреле 1809 года директором Главного управления «Департамента водяных коммуникаций» принца Георгия Ольденбургского, был создан Департамент путей сообщений, управление которого было размещено в Твери (в 1816 году переведено в Санкт-Петербург).
По Высочайшему манифесту Александра I от 20 ноября 1809 года; пути сообщения были разделены на 10 округов; создавался Корпус инженеров путей сообщения и для подготовки инженеров — Институт инженеров путей сообщения.
Корпус инженеров путей сообщения был учреждён «на положении воинском». Поэтому под началом Главного директора по штату состояли:
- 3 Генерал-инспектора (не ниже генерал-лейтенанта)[4]
- 10 Окружных начальников (не ниже генерал-майора)
- 15 Управляющих директоров (полковники)
- 20 Директоров, производителей работ (подполковники)
- 30 Инженеров 1-го класса (майоры)[5]
- 45 Инженеров 2-го класса (капитаны)
- 70 Инженеров 3-го класса (поручики)

Для лучшего управления внутренними путями сообщения они в 1809 году были разделены на 10 округов:
- 1-й округ. Правление в Новой Ладоге
- 2-й округ. Правление в Вытегре
- 3-й округ. Правление в Коломне
- 4-й округ. Правление в Лебедяни
- 5-й округ. Правление в Киеве
- 6-й округ. Правление в Слониме
- 7-й округ. Правление в Риге
- 8-й округ. Правление в Вильманстранде
- 9-й округ. Правление в Устюжне
- 10-й округ. Правление в Тобольске.

В 1818 году в штат 1-го округа были дополнительно введены 1 генерал, 1 полковник, 1 майор и 6 поручиков — для проведения работ по военным поселениям генерала Аракчеева; директором работ военных поселений был назначен генерал Карбоньер, его помощником — полковник Фабр, на майорскую должность — капитан Рерберг.
С 26 марта 1826 года число округов уменьшено до 5:
- 1-й округ (присоединена часть 3-го округа). Правление в Новой Ладоге
- 2-й округ (объединены 2-й и 9-й округа). Правление в Вытегре
- 3-й округ. Правление в Коломне
- 4-й округ (объединены 4-й, 5-й и часть 6-го округа). Правление в Лебедяни
- 5-й округ (из 7-го и части 6-го округа). Правление в Киеве.

В дальнейшем число и состав округов неоднократно изменялся:
Округа Корпуса инженеров путей сообщения на 1844—1861 гг.
- 1-й округ (Санкт-Петербургский)
- 2-й округ (Вытегорский)
- 3-й округ (Вышневолоцкий)
- 4-й округ (Московский)
- 5-й округ (Ярославский)
- 6-й округ (Казанский)
- 7-й округ (Саратовский)
- 8-й округ (Тифлисский, Кавказский)
- 9-й округ (Екатеринославский)
- 10-й округ (Киевский)
- 11-й округ (Могилевский)
- 12-й округ (Ковенский)
- 13-й округ (Варшавский)

Округа Министерства путей сообщения на 1862—1888 гг.
Санкт-Петербургский
Вытегорский
Вышневолоцкий
Московский
Ярославский
Казанский
Могилевский
Кавказский
Саратовский
Кавказский
Ковенский
Киевский
Варшавский
Округа Министерства путей сообщения на 1888—1891 гг.
Санкт-Петербургский
Вытегорский
Вышневолоцкий
Московский
Казанский
Могилевский
Кавказский
Ковенский
Киевский
Варшавский
Округа Министерства путей сообщения на 1901 год
Санкт-Петербургский
Вытегорский
Московский
Казанский
Кавказский
Ковенский
Киевский
Варшавский
Томский
В августе 1829 года был организован Штаб Корпуса путей сообщения, начальником которого назначен инженер генерал-майор П. А. Варенцов; в 1833 году его сменил А. И. Мясоедов.
С 23 ноября 1834 года был введён расширенный штат Корпуса.
В 1865 году Главное управление водяными и сухопутными сообщениями было переименовано в Министерство путей сообщения, а в 1867 году Корпус инженеров путей сообщения получил гражданскую организацию.

## Главные директоры
Главными директорами Корпуса были руководители ведомства путей сообщения:
- 1809—1812: принц Георгий Ольденбургский
- 1812—1818: Деволант, Павел Павлович (исполнял должность в 1812—1813 гг.)
- 1818—1822: Бетанкур, Августин Августинович
- 1822—1832: герцог Александр Вюртембергский
- 1833—1842: граф Толь, Карл Фёдорович (с апреля по август 1842 года обязанности исправлял А. П. Девятнин)
- 1842—1855: Клейнмихель, Пётр Андреевич
- 1855—1862: Чевкин, Константин Владимирович
- 1862—1869: Мельников, Павел Петрович